# عاكف عطا
عاكف عطا جبارة محمد لاعب كرة قدم سوداني معتزل.
لعب في نادي الهلال ثم احترف في قطر ولعب مع الوكرة، وبعدها احترف في السعودية ولعب مع ناديي الوحدة والشعلة.

## الإنجازات

### الهلال
- دوري السودان العام / الدوري السوداني الممتاز (6): 1989، 1991، 1993، 1994، 1995، 1996، 1998.
- كأس السودان (1): 1998.